# Josef Stern (Unternehmer)

Josef Stern

Josef Stern (* 18. März 1849 in Ebenau bei Salzburg; † 22. März 1924 in Gmunden) war ein österreichischer Bauunternehmer und Bauingenieur. Er gilt als Pionier der Bahn-, Elektrizitäts- und Bergbautechnologie in Österreich.

## Leben

### Kindheit
Stern wurde als Sohn eines Werkarztes der Ebenauer Eisenwerke geboren. Er besuchte das Gymnasium in Salzburg und beabsichtigte, Hochschullehrer für Mathematik und Physik zu werden.

### Ausbildung
Auf Grund der bereits beginnenden Schwerhörigkeit absolvierte er das Bauingenieurstudium an der Technischen Hochschule in Wien. Ab 1872 arbeitete er bei Carl von Schwarz an den Planungen zur Aspangbahn. 

### Erfolge
1877 erfand er ein geodätisches Tachymeter. 1883 gründete er zusammen mit Franz Hafferl das Ingenieurbüro Stern & Hafferl in Wien und 1887 das Bauunternehmen Stern & Hafferl OHG. Von Beginn an wurden zahlreiche Bahnprojekte in der gesamten k.u.k. Monarchie erstellt und dann auch durchgeführt. Die Salzkammergut-Lokalbahn von Salzburg nach Bad Ischl, die Schafbergbahn (Zahnradbahn) und die Straßenbahn Gmunden führten 1893 zur Übersiedlung des Unternehmens nach Gmunden. 1892/93 wurde das kalorische Dampfkraftwerk in St. Wolfgang, 1894 ein solches in Gmunden und in der Folge zahlreiche Wasserkraftwerke (1902 das Traunfallwerk) in Betrieb genommen. 1906 wurde die Elektrizitätswerke Stern & Hafferl AG gegründet. Stern schuf durch den Bau zahlreicher weiterer Wasserkraftwerke und Überlandleitungen die rasche und umfassende Versorgung mit elektrischem Strom im Großteil von Oberösterreich und darüber hinaus. Mehrere Lokalbahnen in Oberösterreich wurden gebaut und werden heute noch betrieben. Die Technische Hochschule Wien verlieh ihm für seine Verdienste um die technische Entwicklung auf dem Energiesektor 1911 das Ehrendoktorat. Zudem wurde er auch als Autor von Fachbüchern, wie Die Ökonomik der Lokalbahnen, Die Dampftramway, Bau und Betrieb und Der Steinabsturz und seine Versicherungsbauten bekannt. Am 29. März 1912 wurde Josef Stern zum Ehrenbürger der Stadt Gmunden ernannt, am 3. November 1912 von Faistenau.

### Lebensende
„Nach dreitägigem Krankenlager“ verstarb Oberbaurat Josef Stern am 22. März 1924 in Gmunden, wo er am 25. März des Jahres bestattet wurde